# 萨尔维罗拉
萨尔维罗拉（義大利語：Salvirola），是意大利克雷莫纳省的一个市镇。总面积7平方公里，人口1169人，人口密度167.0人/平方公里（2009年）。国家统计（ISTAT）代码为019087。